# Памплона (Колумбия)
Памплона — город и муниципалитет в Колумбии, на юго-западе департамента Норте-де-Сантандер.
Расположен в Восточных Андах, на высоте 2 342 м над уровнем моря, в 75 км от административного центра департамента и одного из крупнейших городов страны — города Кукута. Площадь муниципалитета составляет 1 176 км², средняя температура воздуха составляет 16 °C.

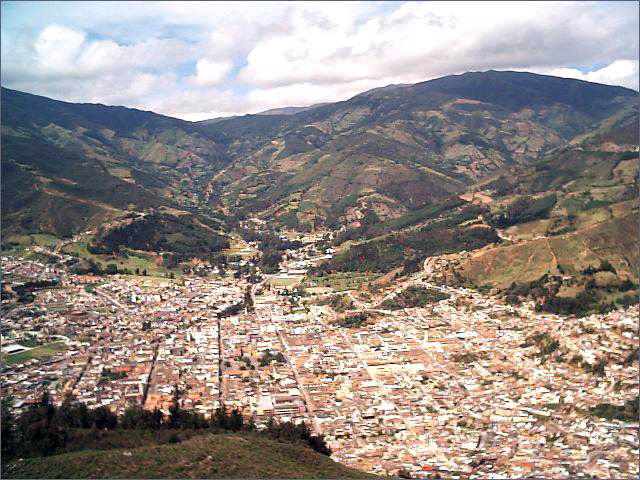
Памплона

Население муниципалитета — 102 785 человек (2005).

## История
Город был основан 1 ноября 1549 года, как исп. Nueva Pamplona del Valle del Espíritu Santo конкистадором Педро де Урсуа. В 1555 году император Карл V дал ему статус города, назвав его «очень благородным».

### «Город-патриот»
Симон Боливар прозвал город «патриотом», поскольку он первым провозгласил независимость 4 июля 1810 года (признана 31 июля), а позже в 1819—1821 годах вносил значительный вклад в виде людских и экономических ресурсов в борьбу Колумбии и Венесуэлы за независимость, имея не меньшее значение, чем столица страны Богота.
В 1910 г. с созданием департамента Норте-де-Сантандер, город вошёл в его состав.

## Экономика
Экономика города основывается на торговле продуктами местной кухни (состоящей в основном из кондитерских изделий), туризме во время религиозных праздников (особенно праздника Пасхи) и предоставлении услуг (жильё, питание, развлечения и т. д.) студентам Памплонского университета.

### Сельское хозяйство
Основным продуктом сельского хозяйства является картофель. Также выращиваются клубника, чеснок, пшеница, кукуруза, фасоль, горох, морковь.
В многочисленных фермерских хозяйствах разводится крупный рогатый скот, свиньи, рыба, птица.

### Коммерческая деятельность
Широко распространено производство продуктов питания, развита текстильная промышленность, гостиничный бизнес и туризм.

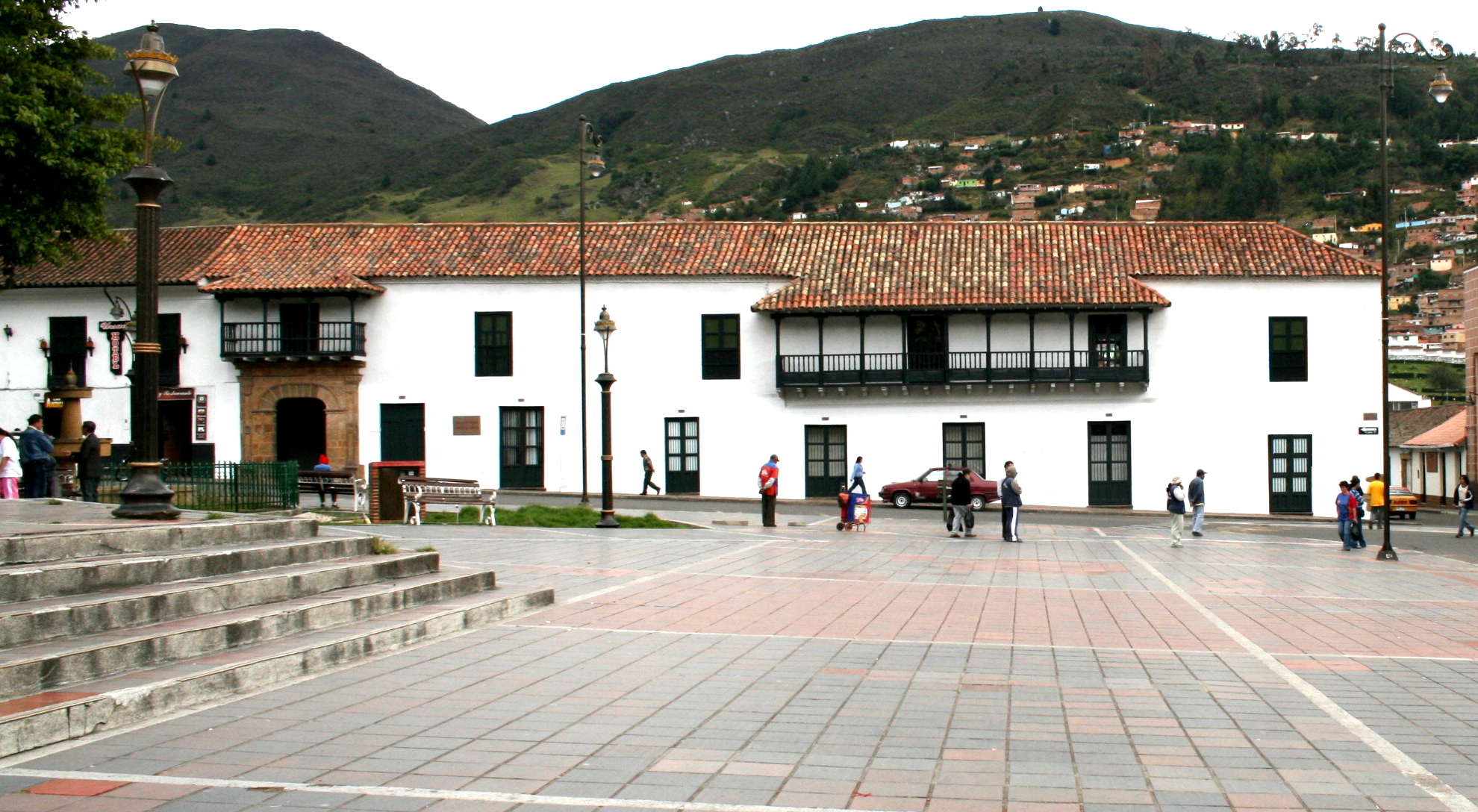
Музей современного искусства Рамирес Вильямисар. Памплона Норте де Сантандер — Колумбия

Памплона — студенческий город, поэтому сфера обслуживания сосредоточена на гостиничном бизнесе и туризме, что является основой экономики города. В городе постоянно проживают тысячи студентов, которым необходимо жильё и питание, они являются также основными клиентами ночных клубов и Интернет-кафе, большое количество которых появилось с развитием интернета.

## Транспорт
Собственного аэропорта не имеет, но соединяется магистралями с несколькими крупными городами. До Кукуты можно доехать с автобусного вокзала - автобусы отходят каждый час и поездка занимает 1.5 часа. До города Букамаранга - также каждый час и дорога занимает от 3.5 часов на маршрутках до 4 часов на автобусах. Так как обе дороги очень извилистые рекомендуется использовать автобусы.